# Randall (Iowa)
Randall es una ciudad ubicada en el condado de Hamilton en el estado estadounidense de Iowa. En el Censo de 2010 tenía una población de 173 habitantes y una densidad poblacional de 162,52 personas por km².

## Geografía
Randall se encuentra ubicada en las coordenadas 42°14′14″N 93°36′10″O / 42.23722, -93.60278. Según la Oficina del Censo de los Estados Unidos, Randall tiene una superficie total de 1.06 km², de la cual 1.06 km² corresponden a tierra firme y (0%) 0 km² es agua.

## Demografía
Según el censo de 2010, había 173 personas residiendo en Randall. La densidad de población era de 162,52 hab./km². De los 173 habitantes, Randall estaba compuesto por el 99.42% blancos, el 0% eran afroamericanos, el 0% eran amerindios, el 0.58% eran asiáticos, el 0% eran isleños del Pacífico, el 0% eran de otras razas y el 0% pertenecían a dos o más razas. Del total de la población el 0% eran hispanos o latinos de cualquier raza.